# Keolis Brest
Keolis Brest, anciennement Compagnie des transports de la Communauté urbaine de Brest (CTCUB) était une société basée à Brest, en France, destinée à l'exploitation des transports en commun de l'agglomération brestoise. Elle était une filiale à 100 % du groupe Keolis, entreprise spécialisée dans les transports en commun.
Le 1er juillet 2019, le réseau Bibus passe dans le giron du groupe RATP Dev, mettant fin à plusieurs décennies d'exploitation par Keolis Brest. La société est dissoute le 7 décembre 2020.

## Activité
Keolis Brest exploitait pour le compte de Brest métropole le réseau Bibus, composé d'une ligne de tramway, d'une ligne de téléphérique et d'une vingtaine de lignes de bus régulières, complétées par des lignes de transport à la demande, scolaires et spécifiques (aéroport, base navale ...). Le contrat de délégation de service public (DSP), attribué à Keolis Brest depuis près de 20 ans y compris sous son ancien nom CTCUB, avait été renouvelé à compter du 1er janvier 2010 pour une durée de huit ans ; le contrat est prolongé jusqu'au 30 juin 2019.
Le renouvellement se joue entre le sortant Keolis, Transdev et RATP Dev, annoncé en avril 2019 comme vainqueur dans la presse régionale. Le vote des élus de Brest Métropole du 26 avril 2019 entérine le choix de RATP Dev, à travers sa filiale RD Brest, pour un contrat de neuf ans à compter du 1er juillet 2019,. 
Keolis Brest attaque Brest Métropole au motif que son offre n'aurait pas été « correctement appréciée » et l'accuse d'avoir violé la confidentialité des offres ; le jugement du tribunal administratif rendu le 21 mai 2019 a rejeté le second et ultime recours de Keolis,.
La société, dont le siège avait été ramené à Paris puisque RD Brest a repris les locaux brestois, est officiellement dissoute le 7 décembre 2020 et publiée au journal officiel le 16 décembre suivant.

## Structure de l'entreprise

Logo de Keolis Brest avant octobre 2017

### Capital social
Le capital de la société (environ 6,6 millions d'euros) était possédé à 100 % par sa maison mère, le groupe Keolis.

### Effectifs et sites
Fin 2018, la société comptait 490 employés dont 345 conducteurs, 75 d'entre eux sont des femmes et 124 sont habilités aussi bien à conduire le tramway que les bus,,.
Les salariés étaient répartis sur deux sites principaux :
- Le dépôt de bus et siège social, rue Ferdinand de Lesseps, dans la zone industrielle de Kergonan au nord de la ville de Brest (48° 25′ 20″ N, 4° 27′ 30″ O)[9],[13] ;
- Le centre d'exploitation et de maintenance du tramway (CEMT), avenue de la 1re DFL, à l'ouest de la ville de Brest à proximité du Technopôle Brest-Iroise (48° 22′ 36″ N, 4° 33′ 11″ O)[14].